# Eulithis lutea
Eulithis lutea là một loài bướm đêm trong họ Geometridae.